# Carlos Soares Garrit
Carlos Soares Garrit (sinh ngày 4 tháng 12 năm 1971) là một cầu thủ bóng đá người Brasil.

## Sự nghiệp câu lạc bộ
Carlos Soares Garrit đã từng chơi cho Kashima Antlers.

## Thống kê câu lạc bộ

### J.League
| Đội             | Năm       | J.League | J.League | J.League Cup | J.League Cup | Tổng cộng | Tổng cộng |
| Đội             | Năm       | Trận     | Bàn      | Trận         | Bàn          | Trận      | Bàn       |
| --------------- | --------- | -------- | -------- | ------------ | ------------ | --------- | --------- |
| Kashima Antlers | 1992      | -        | -        | 0            | 0            | 0         | 0         |
| Kashima Antlers | 1993      | 11       | 3        | 3            | 1            | 14        | 4         |
| Tổng cộng       | Tổng cộng | 11       | 3        | 3            | 1            | 14        | 4         |